# بتی فورد
الیزابت آن بلومر وارن فورد (به انگلیسی: Elizabeth Ann Bloomer Warren Ford) (۸ آوریل ۱۹۱۸ – ۸ ژوئیه ۲۰۱۱) همسر جرالد فورد، سی و هشتمین رئیس‌جمهور ایالات متحده آمریکا و بانوی اول ایالات متحده بین سال‌های ۱۹۷۴ تا ۱۹۷۷ بود.
در دورانی که بتی فورد بانوی اول ایالات متحده بود به سرطان سینه مبتلا شد، این موضوع باعث شد تا بتی، بانوان را به اهمیت انجام ماموگرافی و توجه بیشتر به سلامتی خود مطلع سازد.

## نگارخانه

فرح پهلوی همسر محمدرضا پهلوی (راست) و بتی فورد همسر جرالد فورد رئیس‌جمهور آمریکا (چپ)
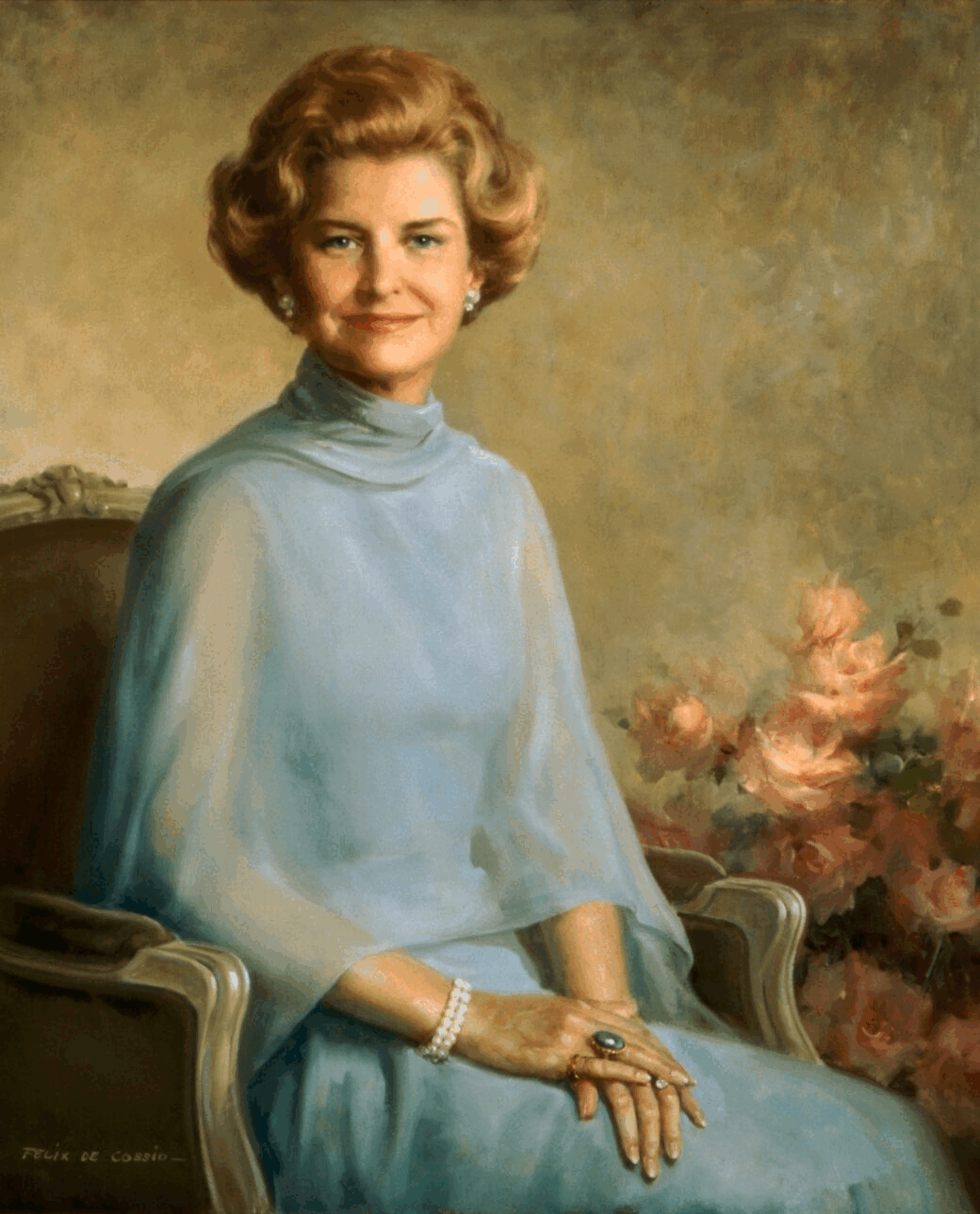
Ford's White House Portrait (۱۹۷۴)